# Philgamia hibbertioides
Philgamia hibbertioides är en tvåhjärtbladig växtart som beskrevs av Henri Ernest Baillon. Philgamia hibbertioides ingår i släktet Philgamia och familjen Malpighiaceae. Inga underarter finns listade i Catalogue of Life.